# Lophocampa albiguttata
Lophocampa albiguttata là một loài bướm đêm thuộc phân họ Arctiinae, họ Erebidae.